# إرنست تاسارت
إرنست تاسارت (1869 – 26 أغسطس 1930) هو مبارز بالسيف فرنسي راحل، مثّل بلاده في الألعاب الأولمبية الصيفية 1900.

## روابط خارجية
إرنست تاسارت على موقع أوليمبيديا (الإنجليزية)